# Professional'nyj Basketbol'nyj klub CSKA 2020-2021
Questa voce raccoglie le informazioni riguardanti il Professional'nyj Basketbol'nyj klub CSKA nelle competizioni ufficiali della stagione 2020-2021.

## Stagione
La stagione 2020-2021 del Professional'nyj Basketbol'nyj klub CSKA è la 30ª nel massimo campionato russo di pallacanestro, la VTB United League.

## Roster
Aggiornato al 12 luglio 2020
| PBK CSKA Mosca 2020-21 | PBK CSKA Mosca 2020-21 |
| Giocatori              | Staff tecnico          |
| ---------------------- | ---------------------- |

| N. | Naz.                   | Ruolo | Nome                | Anno | Alt.   | Peso   |  |
| -- | ---------------------- | ----- | ------------------- | ---- | ------ | ------ |  |
| 1  | Danimarca (bandiera)   | G     | Gabriel Lundberg    | 1994 | 193 cm | 92 kg  |  |
| 3  | Russia (bandiera)      | AC    | Joel Bolomboy       | 1994 | 204 cm | 100 kg |  |
| 4  | Russia (bandiera)      | G     | Aleksandr Chomenko  | 1999 | 192 cm | 85 kg  |  |
| 5  | Stati Uniti (bandiera) | P     | Mike James          | 1990 | 185 cm | 91 kg  |  |
| 6  | Stati Uniti (bandiera) | GA    | Darrun Hilliard     | 1993 | 198 cm | 100 kg |  |
| 7  | Russia (bandiera)      | G     | Ivan Uchov          | 1995 | 193 cm | 85 kg  |  |
| 10 | Italia (bandiera)      | PG    | Daniel Hackett      | 1987 | 193 cm | 93 kg  |  |
| 11 | Russia (bandiera)      | AG    | Semën Antonov       | 1989 | 202 cm | 104 kg |  |
| 13 | Lettonia (bandiera)    | PG    | Jānis Strēlnieks    | 1989 | 191 cm | 88 kg  |  |
| 17 | Germania (bandiera)    | C     | Johannes Voigtmann  | 1992 | 211 cm | 110 kg |  |
| 20 | Russia (bandiera)      | A     | Daniil Kočergin     | 1999 | 208 cm | 89 kg  |  |
| 21 | Stati Uniti (bandiera) | AP    | Will Clyburn        | 1990 | 201 cm | 96 kg  |  |
| 23 | Georgia (bandiera)     | AG    | Tornik'e Shengelia  | 1991 | 206 cm | 109 kg |  |
| 28 | Russia (bandiera)      | AG    | Andrej Lopatin      | 1998 | 208 cm | 92 kg  |  |
| 32 | Russia (bandiera)      | PG    | Jurij Umrichin      | 1999 | 190 cm | 75 kg  |  |
| 33 | Serbia (bandiera)      | C     | Nikola Milutinov    | 1994 | 213 cm | 116 kg |  |
| 33 | Russia (bandiera)      | AG    | Aleksandr Evseev    | 2002 | 205 cm | 91 kg  |  |
| 41 | Russia (bandiera)      | A     | Nikita Kurbanov (C) | 1986 | 202 cm | 99 kg  |  |
| 50 | Nigeria (bandiera)     | C     | Micheal Eric        | 1988 | 211 cm | 109 kg |  |
| 51 | Russia (bandiera)      | AG    | Aleksandr Šaškov    | 2000 | 208 cm | 100 kg |  |

| Allenatore |
| - Dīmītrīs Itoudīs                                                                                               |
| Assistente/i |
| - Anton Judin - Darryl Middleton - Andreas Pistiolīs Legenda - (C) Capitano - (IN) Inattivo - Infortunato Roster |

## Mercato

### Sessione estiva
| Acquisti | Acquisti           | Acquisti       | Acquisti                   | Acquisti |
| R.a      | Nome               | da             | Modalità                   |          |
| -------- | ------------------ | -------------- | -------------------------- | -------- |
| AG       | Tornik'e Shengelia | Saski Baskonia | definitivo (1,6 milioni €) |          |
| C        | Nikola Milutinov   | Olympiakos     | svincolato                 |          |

| Cessioni | Cessioni          | Cessioni           | Cessioni       | Cessioni |
| R.       | Nome              | a                  | Modalità       |          |
| -------- | ----------------- | ------------------ | -------------- | -------- |
| C        | Kyle Hines        | Olimpia Milano     | fine contratto |          |
| AP       | Howard Sant-Roos  | Panathīnaïkos      | fine contratto |          |
| PG       | Michail Kulagin   | Enisey Krasnojarsk | fine contratto |          |
| AG       | Andrej Voroncevič | Free agent         | fine contratto |          |
| C        | Kosta Koufos      | Free agent         | fine contratto |          |
| G        | Ron Baker         | Free agent         | fine contratto |          |

### Dopo l'inizio della stagione
| Acquisti | Acquisti         | Acquisti     | Acquisti         | Acquisti              |
| R.       | Nome             | da           | Data             | Modalità              |
| -------- | ---------------- | ------------ | ---------------- | --------------------- |
| C        | Micheal Eric     | Türk Telekom | 10 febbraio 2021 | definitivo            |
| G        | Gabriel Lundberg | Zielona Góra | 15 febbraio 2021 | definitivo (250000 €) |

| Cessioni | Cessioni   | Cessioni      | Cessioni       | Cessioni    |
| R.       | Nome       | a             | Data           | Modalità    |
| -------- | ---------- | ------------- | -------------- | ----------- |
| P        | Mike James | Brooklyn Nets | 21 aprile 2021 | rescissione |